# Anka Kršić
Anka Kršić (mađ. Kersics Anka) (1921.—1997.) je bila poznata mađarska operna pjevačica. Rodom je bila šokačka Hrvatica.
Školovala se za opernu pjevačicu u klasi Zoltána Kodálya. 
Zvali su je "šokačkim slavujem". Bila je omiljena diljem Mađarske, ali njena slava nije ostala ograničena samo na tuzemstvo. Imala je slušatelje po cijeloj Europi i u Americi. Na njenim nastupima ju je pratio orkestar mohačke Tamburaške škole. 
2002. joj je u zgradi Šokačke čitaonice u Mohaču postavljena spomen-ploča. Njoj u spomen manifestacija Hrvata u Mohaču, "Hrvatski dan" redovno započinje prisjećanjem na nju.

## Vanjske poveznice
- Tanac Od Mohača do Mohača: narodne pjesme i plesovi iz Mohača